# Abborrasjön (Örkeneds socken, Skåne)
Abborrasjön är en sjö i Osby kommun i Skåne och ingår i Skräbeåns huvudavrinningsområde. Sjön är 4,5 meter djup, har en yta på 0,106 kvadratkilometer och är belägen 137,3 meter över havet. Vid provfiske har abborre, gädda, mört och sutare fångats i sjön.

## Delavrinningsområde
Abborrasjön ingår i det delavrinningsområde (625120-141156) som SMHI kallar för Utloppet av Ubbasjön. Medelhöjden är 138 meter över havet och ytan är 11,18 kvadratkilometer. Det finns ett avrinningsområde uppströms, och räknas det in blir den ackumulerade arean 44,17 kvadratkilometer. Vattendraget som avvattnar avrinningsområdet har biflödesordning 2, vilket innebär att vattnet flödar genom totalt 2 vattendrag innan det når havet efter 62 kilometer. Avrinningsområdet består mestadels av skog (77 procent). Avrinningsområdet har 0,39 kvadratkilometer vattenytor vilket ger det en sjöprocent på 3,5 procent.